# NGC 2830
NGC 2830 ist eine linsenförmige Galaxie mit aktivem Galaxienkern vom Hubble-Typ SB0/a im Sternbild Luchs am Nordsternhimmel. Sie ist schätzungsweise 271 Millionen Lichtjahre von der Milchstraße entfernt und hat einen Durchmesser von etwa 95.000 Lj. Gemeinsam mit NGC 2831 und NGC 2832 bildet sie das optische Galaxientrio Arp 315. Halton Arp gliederte seinen Katalog ungewöhnlicher Galaxien nach rein morphologischen Kriterien in Gruppen. Dieses Galaxientriplett gehört zu der Klasse Gruppen von Galaxien.
Das Objekt wurde am 13. März 1850 von George Johnstone Stoney entdeckt.